# Авраамий (архиепископ Смоленский)
Архиепископ Авраамий — православный архиепископ Смоленский и Дорогобужский.
С 1632 года — архиепископ Смоленский и Черниговский.
В 1640 году присутствовал на соборе в Киеве по решению некоторых догматических и обрядовых вопросов.
В 1648 году титул изменён на Смоленский и Дорогобужский.
28 апреля 1633 года участвовал в посвящении Петра Могилы в митрополита Киевского.
Год смерти неизвестен.